# Люпаньшуй
Люпаньшуй (кит. спр. 六盘水市, піньїнь: Liùpánshuǐ Shì) — місто-округ в південнокитайській провінції Ґуйчжоу.

## Географія
Люпаньшуй розташовується у західній, гірській частині провінції.

### Клімат
Місто знаходиться у зоні, котра характеризується океанічним кліматом субтропічних нагір'їв. Найтепліший місяць — липень із середньою температурою 19 °C (66.2 °F). Найхолодніший місяць — січень, із середньою температурою 3.1 °С (37.6 °F).
| Клімат Люпаньшуя        | Клімат Люпаньшуя | Клімат Люпаньшуя | Клімат Люпаньшуя | Клімат Люпаньшуя | Клімат Люпаньшуя | Клімат Люпаньшуя | Клімат Люпаньшуя | Клімат Люпаньшуя | Клімат Люпаньшуя | Клімат Люпаньшуя | Клімат Люпаньшуя | Клімат Люпаньшуя | Клімат Люпаньшуя |
| Показник                | Січ.             | Лют.             | Бер.             | Квіт.            | Трав.            | Черв.            | Лип.             | Серп.            | Вер.             | Жовт.            | Лист.            | Груд.            | Рік              |
| Середня температура, °C | 3,1              | 4,7              | 9,3              | 13,2             | 15,9             | 17,2             | 19               | 18,4             | 15,9             | 12,4             | 8,1              | 4,6              | 11,8             |
| Норма опадів, мм        | 15.3             | 16.2             | 21.3             | 55.8             | 139.1            | 216.5            | 196.2            | 176.6            | 146.3            | 85               | 33.7             | 15               | 1117             |
| Днів з опадами          | 15,7             | 13,9             | 13,1             | 14,8             | 18,7             | 20,7             | 18,9             | 19,7             | 18,4             | 18,2             | 15,6             | 16,4             | 204,1            |
| Вологість повітря, %    | 66.1             | 63.4             | 60.7             | 63.1             | 67.7             | 75.1             | 76.4             | 76               | 75.8             | 75               | 72.2             | 69               | 70               |
| ----------------------- | ---------------- | ---------------- | ---------------- | ---------------- | ---------------- | ---------------- | ---------------- | ---------------- | ---------------- | ---------------- | ---------------- | ---------------- | ---------------- |
| Джерело: Weatherbase    |                  |                  |                  |                  |                  |                  |                  |                  |                  |                  |                  |                  |                  |

## Адміністративний поділ
Префектура поділяється на 2 райони, 1 місто і 1 повіт
| Карта                              | Карта    | Карта    | Карта            |
| ---------------------------------- | -------- | -------- | ---------------- |
| Паньчжоу Шуйчен ① Лючжи ① Чжуншань |          |          |                  |
| Статус                             | Назва    | Оригінал | Населення (2020) |
| Район                              | Лючжи    | 六枝特区 | 536 873          |
| Район                              | Чжуншань | 钟山区   | 674 249          |
| Місто                              | Паньчжоу | 盘州市   | 1 074 073        |
| Повіт                              | Шуйчен   | 水城县   | 746 407          |